# Calapan

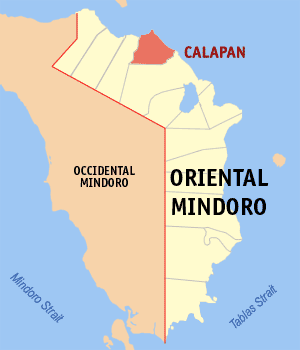
Calapans läge i Oriental Mindoro

Calapan (officiellt City of Calapan) är en stad i Filippinerna och är administrativ huvudort för provinsen Oriental Mindoro samt regionen MIMAROPA. Den hade 116 976 invånare vid folkräkningen 2007.
Staden är indelad i 62 smådistrikt, barangayer, varav endast 6 stycken är klassificerade som urbana.